# Eodorcadion oligocarinatum
Eodorcadion oligocarinatum là một loài bọ cánh cứng trong họ Cerambycidae.